# Alexander Alexandrowitsch Blok

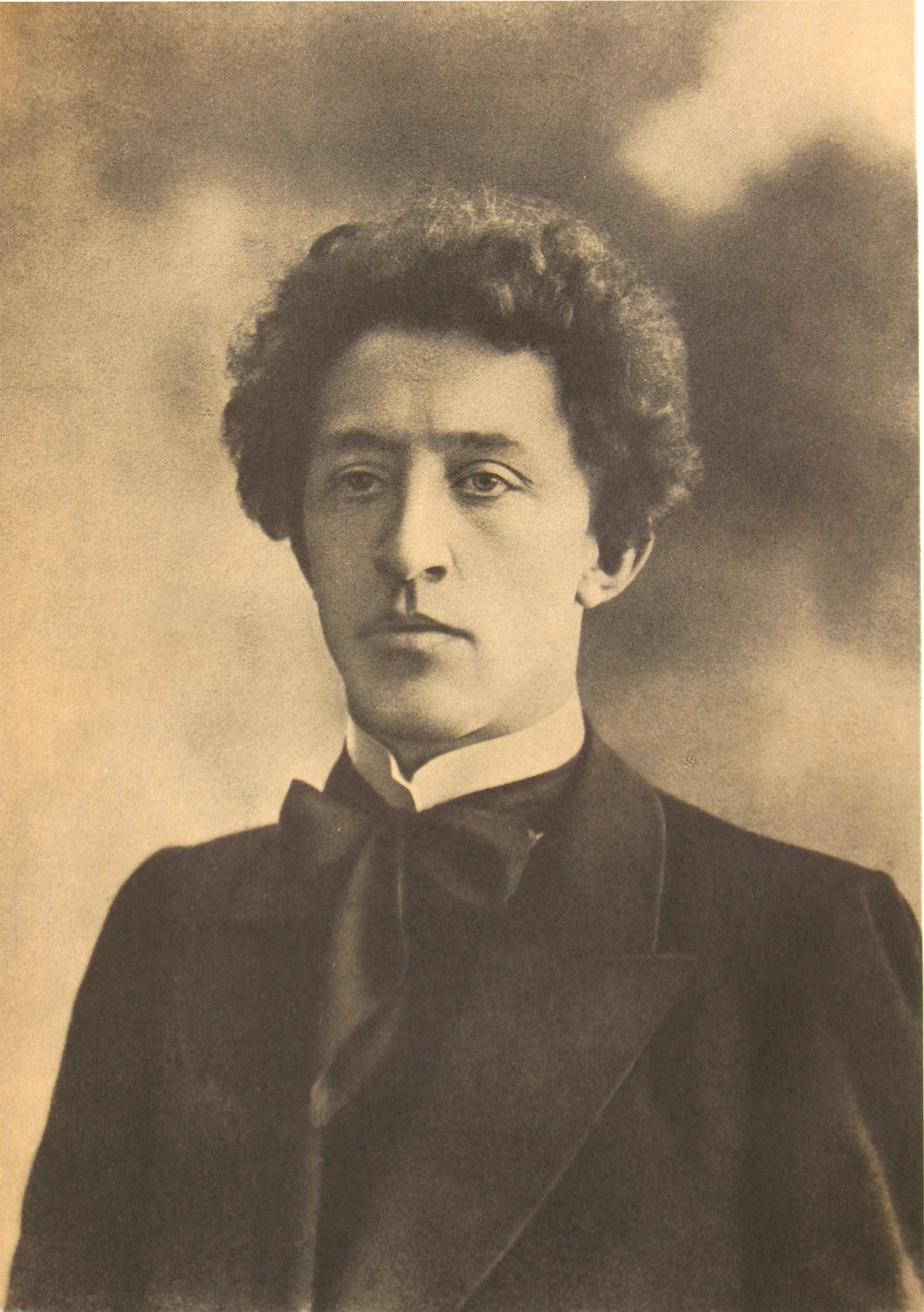
Alexander Blok um 1903

Alexander Alexandrowitsch Blok (russisch Александр Александрович Блок, wissenschaftliche Transliteration Aleksandr Aleksandrovič Blok (in deutschen Ausgaben überwiegend Block geschrieben); * 16. Novemberjul. / 28. November 1880greg. in Sankt Petersburg; † 7. August 1921 in Petrograd) war ein Dichter der russischen Moderne. Er war neben Andrei Bely der wichtigste Vertreter der so genannten zweiten Generation der Symbolisten.

## Leben

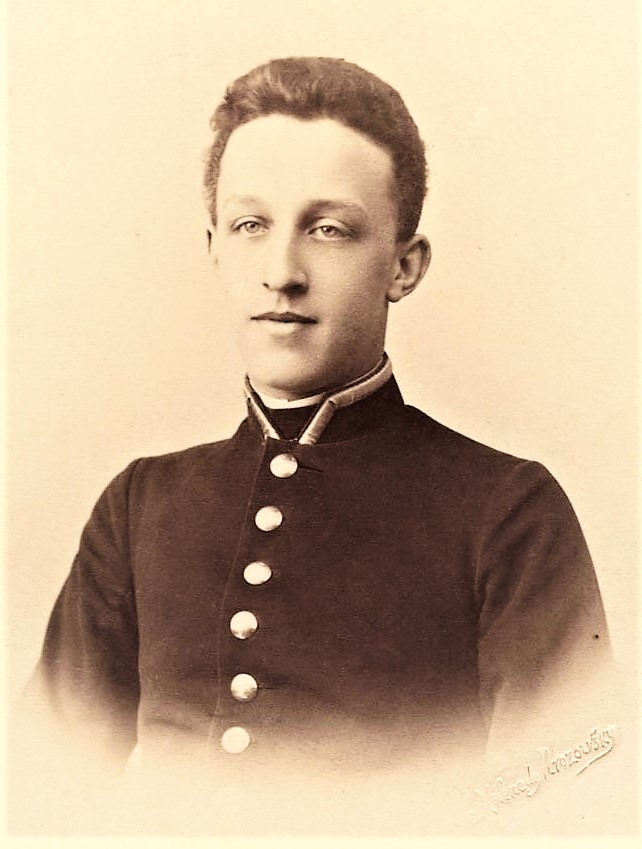
Blok als etwa 18-jähriger (1898)

Alexander Blok war Sohn des Warschauer Juraprofessors Alexander L. Block (1852–1909). Dessen deutsche Abstammung ging zurück auf den im Jahre 1755 aus Dömitz in Mecklenburg eingewanderten Arzt namens Johann Friedrich Block, der am Sankt Petersburger Hof der Zarin Katharina II. wirkte.
Bloks Mutter war Aleksandra Andrejewna Beketova (1860–1923) – die Tochter des Rektors der Universität in St. Petersburg A. Beketov. Ihre Ehe begann, als sie achtzehn Jahre alt war, und währte nur kurz. Nach der Geburt ihres einzigen Sohnes brach sie die Beziehung zu ihrem Mann ab. Erst im Jahr 1889 wurde ihre Scheidung amtlich, und sie heiratete den Gardeoffizier Piottuch-Kublicki. Neun Jahre lebte Alexander mit seiner Mutter allein und zog dann mit ihr zu seinem Stiefvater in dessen Wohnung in die Kaserne des Grenadier-Regiments am Stadtrand von St. Petersburg auf einer Insel in der Newa. Im Jahre 1889 wurde er ins Wwedenski-Gymnasium geschickt. Im Jahr 1897 reiste Blok mit seiner Mutter ins Ausland. Im deutschen Kurort Bad Nauheim erlebte Blok die erste starke jugendliche Verliebtheit in Xenia Sadouskaja.
Im Jahr 1898 legte Blok sein Abitur ab und schrieb sich („reichlich unbedacht“) in die Juristische Fakultät der Petersburger Universität ein. Drei Jahre später wechselte er an die Philologische Fakultät und belegte die slawisch-russische Fachrichtung. Im Frühjahr 1906 graduierte er mit dem Staatsexamen. Mitstudenten an der Universität waren Sergej Gorodetsky und Alexei Remisow.
Bereits 1902 veröffentlichte er einen ersten Gedichtzyklus in der Zeitschrift Neuer Weg (Новый путь). Seine frühen Werke standen unter dem Einfluss der Romantischen Literatur, die ihm seit seiner Kindheit vertraut war, sowie der Philosophie Solowjows und dessen Begriffs der Sophiologie. So beschrieb er seine Liebeserlebnisse in dem frühen Werk Verse von der Schönen Dame (Стихи о Прекрасной Даме, 1898–1904) auf poetisch-mystische Weise. Jedoch bereits in seinem zweiten Gedichtband (1904–1908) trat die mystische Einstellung in den Hintergrund; sie wurde abgelöst von besorgten und patriotisch-sozialkritischen Tönen.
Eine Italienreise im Frühjahr 1909 verschaffte Blok Abstand von den Ereignissen des Russisch-Japanischen Krieges und den sozialen Problemen seines Landes, die er als Bürgersohn und Student sehr wohl wahrnahm. 1912 bezog er eine Wohnung an Ulica Dekabristov 57. Sein 1909 bis 1916 entstandener Gedichtzyklus Schreckliche Welt spiegelt die inneren Konflikte zwischen Jenseitsillusionen, russischer Realität und privaten Problemen wider. 1916 wurde Blok einberufen, musste jedoch dank der Einflussnahme von Freunden während des Krieges nur Schreibtischarbeit erledigen. Im März 1917 kehrte er nach Petersburg zurück. Nach fast zwei Jahren schöpferischen Stillstands entstanden 1918 die Gedichte Zwölf (Двенадцать) und Skythen (Скифы).

## Tod

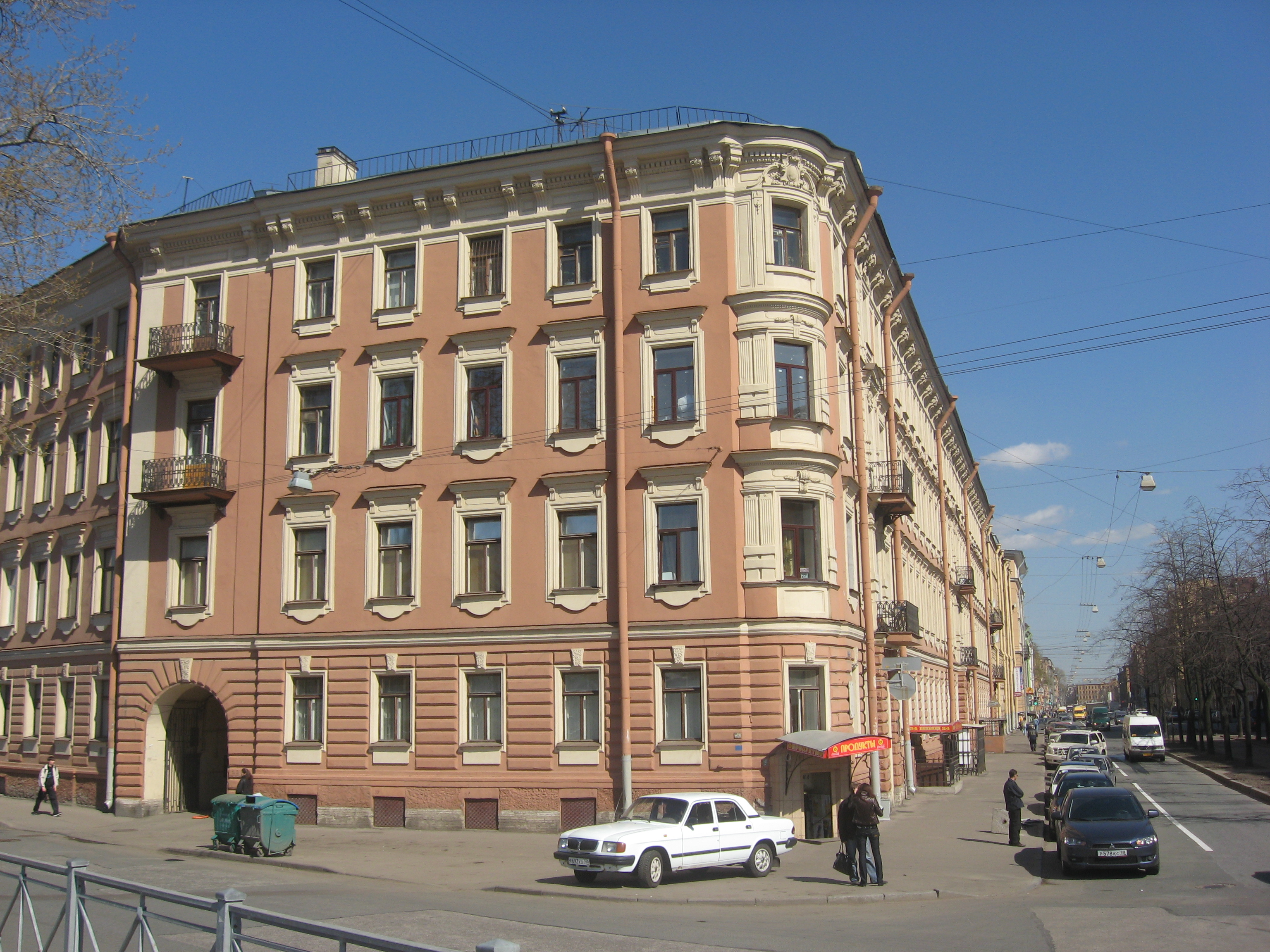
Wohnhaus, Ulica Dekabristov 57

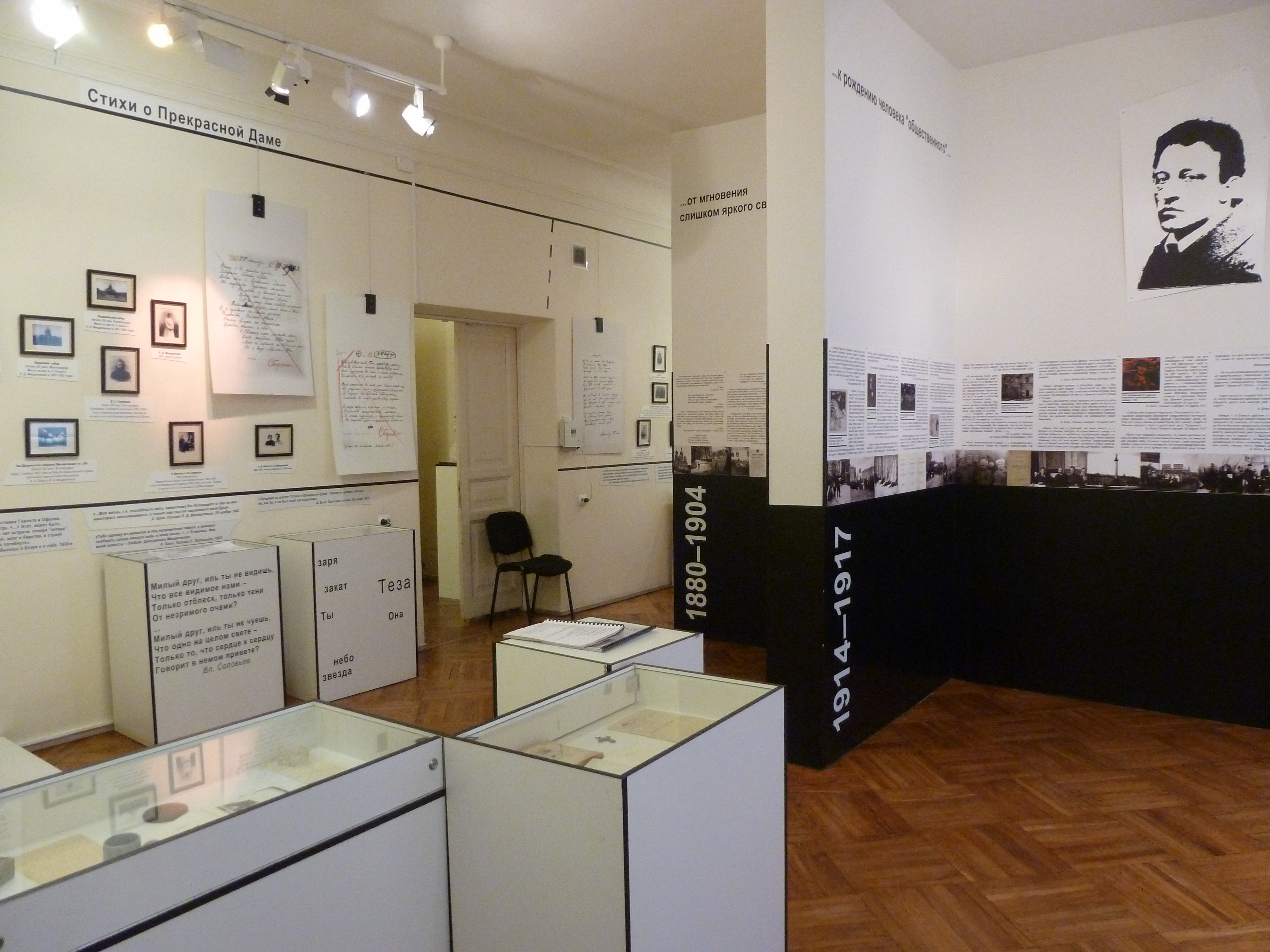
Ein Ausstellungsraum im Alexander-Blok-Wohnungsmuseum

Am 7. August 1921 starb Alexander Blok in seiner Wohnung an der Uliza Dekabristow 57, Wohnung 21, an Unterernährung; er wurde drei Tage später im Familiengrab auf dem Smolensker Friedhof beigesetzt. Im Kriegsjahr 1944 wurden die sterblichen Überreste auf den Wolkowo-Friedhof überführt. In Wohnung 24 wurde später das Alexander-Blok-Wohnungsmuseum eingerichtet. In seinem Nachruf schrieb Dichterkollege Wladimir Majakowski: „Der vorzüglichste Meister des Symbolismus, Block, hat auf die gesamte zeitgenössische Dichtkunst machtvollen Einfluss ausgeübt.“
 Hermann Kähler schreibt: Als er starb, war er 41 Jahre alt. In den Briefen aus den letzten Wochen spricht er von Skorbut, Gicht und Herzbeschwerden. Ihm fallen die Zähne aus, er hat Fieber und solche Schmerzen, dass er im Bett nicht mehr liegen, nur noch sitzen kann. Er selbst führt seine Krankheit auf ungenügende Ernährung und falsche Lebensweise zurück und meint, er müsste eigentlich in ein Sanatorium. In neueren Darstellungen wird als Todesursache Endokarditis genannt, eine infektiöse, bakterielle Entzündung der Herzinnenhaut.

## Rezeption
Der Asteroid (2540) Blok wurde nach Blok benannt. Die Privatdetektivin Bella Block in den Romanen von Doris Gercke ist eine (fiktive) Enkelin von Alexander Blok, die sich öfters seiner Gedichte erinnert.

## Sonstiges
Zu den Übersetzern Bloks gehörte der Dichter Paul Celan.

## Werke
- Ante Lucem, Gedichte, 1898–1900

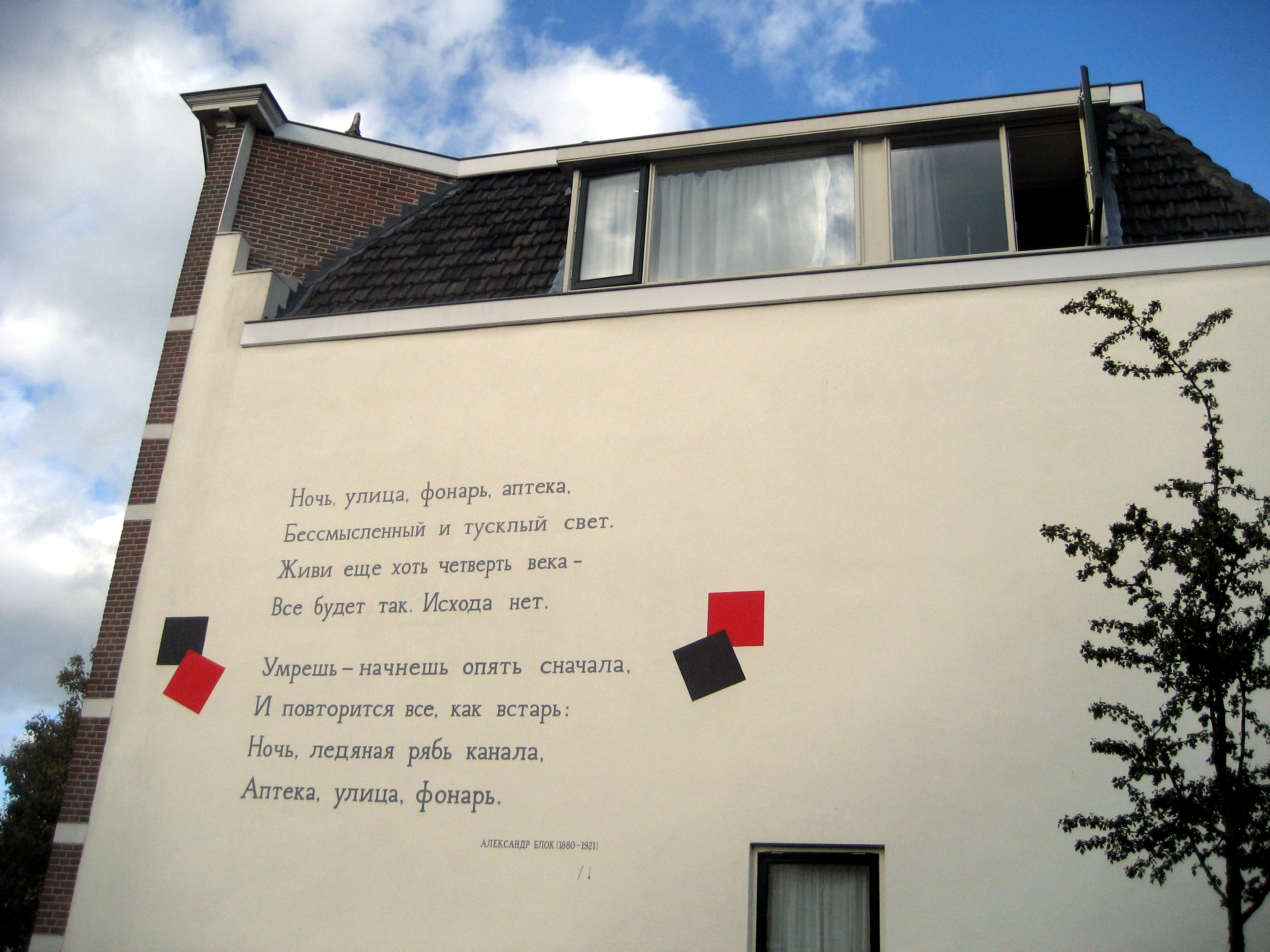
Wandpoesie in Leiden

- Verse von der schönen Dame, Gedichtzyklus, 1904
- Kreuzwege, Gedichte, 1902–1904
- Blasen der Erde, Gedichte, 1904–1908
- Die Schaubude, Schauspiel, 1906
- Die Unbekannte, lyrisches Drama, 1907
- Schneemaske, Gedichtzyklus, 1907
- Faina, Gedichte, 1906–1908
- Welt des Schreckens, Gedichte, 1909–1916
- Vergeltung, Gedichte, 1908–1913
- Jamben, Gedichte, 1907–1914
- Italienische Gedichte, 1909
- Harfen und Geigen, Gedichte, 1908–1916
- Rose und Kreuz, Drama, 1913
- Carmen, Gedichte, 1914
- Heimat, Gedichte, 1907–1916
- Vergeltung, Poem
- Die Zwölf, Poem, 1918
- Die Skythen, Poem, 1918
- Intelligenzija und Revolution, Essay, 1918
- Der Sturz des Zarenreichs, Essay, 1919